# Consistórios de Clemente IX
O Papa Clemente IX (r. 1667–1669) criou 12 cardeais em 3 consistórios:

## 12 de dezembro de 1667
1. Giacomo Rospigliosi (1628-1684)
2. Leopoldo de Médici (1617-1675)
3. Sigismondo Chigi, OSIo.Hieros (1649-1678)

## 5 de agosto de 1669
Todos os novos cardeais receberam os títulos em 19 de maio de 1670.
1. Emmanuel Théodose de la Tour d'Auvergne de Bouillon (1643-1715)

### in pectore
1. Luis Manuel Fernández de Portocarrero (publicado em 29 de novembro de 1669) (1635-1709)

## 29 de novembro de 1669
Todos os novos cardeais receberam os títulos em 19 de maio de 1670, exceto Emilio Altieri, que em 29 de abril de 1670 se tornou o papa Clemente X.
1. Francesco Nerli, o Velho (1594-1670)
2. Emilio Bonaventura Altieri (Futuro Papa Clemente X) (1590-1676)
3. Carlo Cerri (1611-1690)
4. Lazzaro Pallavicino (1602-1680)
5. Giovanni Bona, O.Cist. (1609-1674)
6. Nicolò Acciaioli (1630-1719)
7. Buonaccorso Buonaccorsi (1620-1678)

### RevelaçãoIn pecture
1. Luis Manuel Fernández de Portocarrero (in pectore 5 de agosto de 1669) (1635-1709)